# Episodi di Snatch (seconda stagione)
La seconda stagione della serie televisiva Snatch, composta da 10 episodi, è stata distribuita negli Stati Uniti su Sony Crackle il 13 settembre 2018.
In Italia, la stagione è stata interamente pubblicata su TIMvision il 24 ottobre 2018.
| n° | Titolo originale         | Titolo italiano                | Pubblicazione USA | Pubblicazione Italia |
| -- | ------------------------ | ------------------------------ | ----------------- | -------------------- |
| 1  | Ole                      | Ole                            | 13 settembre 2018 | 24 ottobre 2018      |
| 2  | The Catalan and the Mute | La trappola                    | 13 settembre 2018 | 24 ottobre 2018      |
| 3  | Larga Vida al Rey        | Lunga vita al re               | 13 settembre 2018 | 24 ottobre 2018      |
| 4  | Haymaker                 | La sera dell'incontro          | 13 settembre 2018 | 24 ottobre 2018      |
| 5  | Good Work for Good Money | Un buon lavoro pagato bene     | 13 settembre 2018 | 24 ottobre 2018      |
| 6  | Bomba                    | Bomba                          | 13 settembre 2018 | 24 ottobre 2018      |
| 7  | Heavy Wears the Crown    | La scelta                      | 13 settembre 2018 | 24 ottobre 2018      |
| 8  | Diamonds Ain't Forever   | I diamanti non sono per sempre | 13 settembre 2018 | 24 ottobre 2018      |
| 9  | Close Quarters           | A stretto contatto             | 13 settembre 2018 | 24 ottobre 2018      |
| 10 | Job Done                 | Tutto ha un prezzo             | 13 settembre 2018 | 24 ottobre 2018      |